# Turkmènes d'Irak
Pour les articles homonymes, voir Turcomans.

Groupes ethniques et religieux en Irak, les Turkmènes en orange

Les Turcomans d’Irak ou Turkmènes d’Irak sont un des principaux groupes ethniques de l’Irak. Ils vivent principalement dans une région en forme d'arc allant de Tall Afar au nord-ouest à Kirkouk au sud-est. Les autres villes comprises dans cette région sont Mossoul et Arbil. Ils prétendent constituer le troisième plus important groupe ethnique du pays, après les Arabes et les Kurdes. Les estimations quant à leur nombre exact varient de manière significative, entre 500 000 par des experts occidentaux et 3 000 000 selon des sources turcomanes ou turques,.

## Terminologie
Le terme de Turcoman ou Turkmène désignait initialement l'ensemble des Turcs oghouz dont ont fait partie les anciennes dynasties seldjoukide, ottomane, Aq Qoyunlu, Qara Qoyunlu, séfévide, et qadjare. Aujourd’hui, le terme s’applique encore aux populations turcophones de Syrie et d’Irak, les autres descendants des Turcomans ayant adopté des noms plus ou moins reliés à leur région d’implantation, surtout s'ils y constituaient le groupe dominant : Turcs en Turquie, Azéris en Azerbaïdjan, Turkmènes au Turkménistan. D’autres groupes d’ascendance oghouz ont gardé leur nom tribal originel, comme les Qashqai et Afshars d’Iran.

## Langue
Pour la langue parlée, les Turcomans irakiens utilisent des dialectes issus du turc très proches de l'azéri, langue turque parlée dans le nord-ouest de Iran et dans la république d'Azerbaïdjan, dialectes toutefois fortement influencé par l'arabe et le turc osmanli.
Pour la langue écrite, les Turcomans utilisent l'alphabet turc standard, formé par un alphabet latin adapté. 
La langue turque a été reconnue langue minoritaire à Kirkouk et Kifri en 1930 jusqu'à la Révolution irakienne de 1958 qui a changé le nom "turc" en "turkmène" pour distancer les Turkmènes d'Irak de la Turquie. En 1972, le gouvernement irakien a banni la langue et les écoles turques ont été fermées. Le Parti Baas irakien a interdit l'usage du turkmène dans l'espace public. La Constitution de 2005 a reconnu le turkmène comme langue minoritaire ; dès lors, de nombreuses écoles enseignant le turc ont été ouvertes.
Selon une étude menée par Sara Mohammad Sana Dhyaa en 2020, les Turkmènes de Kirkouk utilisent leur langue majoritairement dans le cadre familial, sinon ils utilisent le turkmène et l'arabe dans le cadre de la vie de quartier, sur les réseaux sociaux, à l'école et au travail. Cependant, l'arabe est considéré plus beau, poétique, littéraire et plus facile à apprendre que le turkmène. Au contraire, le turkmène d'Irak est considéré comme la langue d'enfance, de la culture, l'histoire et de l'identité communautaire. 

## Religion
Selon diverses sources, les Turcomans d'Irak sont chiites et sunnites à parts égales. Certains d'entre eux sont des chrétiens catholiques,.

## Histoire
Les premiers Turcomans (ou Turcs oghouz) à être venus en Irak y arrivèrent à l'époque abbasside (751-1258), notamment à partir du IXe siècle apr. J.-C., en provenance d'Asie centrale.
La majorité des Turcomans s'installèrent en Irak durant les débuts de l'Empire seldjoukide au XIe siècle, pendant que d'autres Turcomans s'installaient en Anatolie et en Perse.
Au XVIIIe siècle, durant l'époque ottomane, des Turcs d'Anatolie furent établis en Irak afin de sécuriser le transport du courrier entre Bagdad et Istanbul.
D'autres furent envoyés dans la région par les Ottomans afin d'écraser des tribus hostiles.
Ils s'installèrent souvent à l'entrée des vallées qui donnaient accès aux régions kurdes, ce qui entraina des relations tendues sur une période durable entre Turcomans et Kurdes.
Après l'indépendance de l'Irak et l'arrivée du parti Baath et de Saddam Hussein au pouvoir, une politique d'arabisation fut entreprise et imposée aux minorités non-arabes du pays.
Parmi les mesures adoptées, il y eut l'interdiction d'enseigner la langue turque à l'école et de l'utiliser dans les médias. Dans les années 1980, Saddam Hussein interdit l'usage du turc en public.

## Situation après 2003
Les Turcomans d'Irak ont grandement souffert de la politique d'arabisation forcée, qui a contribué à l'assimilation d'une grande partie d'entre eux et à la disparition de leurs structures tribales.
Avec le renversement de Saddam Hussein en 2003, des tensions entre Kurdes et Turcomans ont éclaté, notamment en rapport avec le futur statut de Kirkouk, ville réclamée par les Turcomans comme leur capitale culturelle, et par les Kurdes comme la capitale de leur région.
Le principal parti représentant les Turcomans d'Irak est le Front Turcoman d'Irak (FTI), dirigé par Sadettin Ergeç et financé par la Turquie.

## Les Turkmènes dans la guerre civile irakienne
Pendant la deuxième guerre civile irakienne, les Turkmènes, sunnite et chiite, ont été les victimes du Génocide des Turkmènes d'Irak, ce qui a été fait par djihadistes sunnites de l'État islamique. Beaucoup doivent fuir pour échapper aux combats. Plusieurs localités contestées, notamment Kirkouk, passent sous l'autorité de fait du Gouvernement régional du Kurdistan.
Les autorités kurdes ont longtemps refusé aux Turkmènes le droit de former leur propre milice d'autodéfense. Cependant, en mai 2015, une milice turkmène chiite de 4 000 hommes, la 16e Brigade, commandée par Yilmaz Najar, est engagée dans le nord de l'Irak. Une autre milice turkmène, celle-là sunnite, compte 1 500 hommes. Toutes deux se rattachent à la coalition de milices Hachd al-Chaabi.